# Thomas Thieringer
Thomas Thieringer (* 14. August 1939 in Berlin; † 1. Februar 2014 in München) war ein deutscher Feuilletonist, Journalist und Theater- und Filmkritiker.

## Leben
Nach dem Abitur in Stuttgart studierte Thomas Thieringer Theaterwissenschaft und Germanistik in Tübingen und München. Als Fernsehkritiker begann er Ende der sechziger Jahre für die in München erscheinende Süddeutsche Zeitung zu schreiben. Als Theaterkritiker gehörte er zu den Entdeckern bayerischer Autoren wie Herbert Achternbusch, Martin Sperr und Franz Xaver Kroetz.
An der Ludwig-Maximilians-Universität München lehrte er Theaterwissenschaften. Zu seinen Schülerinnen gehörte Veronica Ferres.
34 Jahre lang saß Thieringer in der Jury des Adolf-Grimme-Preises in Marl. 2007 erhielt er den Bert-Donnepp-Ehrenpreis für sein Lebenswerk.
Seine Traueranzeige wurde von über hundert Kulturschaffenden, darunter Bruno Jonas, Friedrich von Thun und Senta Berger, unterzeichnet.

## Preise
- 2007 Bert-Donnepp-Preis fürs Lebenswerk[3]